# Scotichronicon
Le Scotichronicon est une chronique du XVe siècle constituée par un récit légendaire de l'historien écossais Walter Bower. Il est en fait la continuation de la première œuvre du prêtre historien Jean de Fordun Chronica Gentis Scotorum débutant avec la fondation de l'Irlande et de l'Écosse par Scota et ses Goídel Glas. Le nom de la reine Scota signifie en irlandais et en gaélique écossais « Floraison ». Scotti est ainsi un synonyme en irlandais, indiquant que les Irlandais et les Scots sont les « gens de la floraison », ou descendants de la reine Scota.

## Importance
La Bibliothèque nationale d'Écosse l'a désigné comme  « probablement la chronique médiévale la plus importante du début de l'histoire écossaise », soulignant qu'elle fournit à la fois une expression forte de l'identité nationale et une fenêtre dans la vision du monde des commentateurs médiévaux.
Le texte contient également une référence au « célèbre meurtrier, Robin Hood, ainsi qu'à Little John », l'une des premières mentions de Robin des Bois et de Petit Jean. Le passage se trouve en latin sous l'année 1266.

## Œuvre
Bower commence son travail en 1440 à la demande d'un voisin, Sir David Stewart de Rosyth. L'ouvrage complet sous sa forme originale se compose de 16 livres, dont les cinq premiers et une fraction du 6e jusqu'en 1163 proviennent principalement de Jean de Fordun, complété par Bower à certains endroits. Dans le dernier livre jusqu'au règne de Robert Ier (1371), il s'appuie sur la Gesta Annalia de Fordun, mais à partir de là jusqu'à la fin il compose un travail original et de première main en importance particulièrement pour le règne de  Jacques Ier, qui s'achève avec sa mort. La tâche est terminée en 1447.

## Critique
Bower a été considéré comme un chroniqueur moins compétent que Fordun, un commentateur l'appelant « bavard, hors de propos et inexact » et notant qu'il « fait de chaque événement important une excuse pour un discours moral à long terme ».

## Résumés
Bower s'est engagé dans la rédaction d'un abrégé ou « résumé » du Scotichronicon dans les deux dernières années de sa vie, connu sous le nom de  Livre de  Cupar, et qui est conservé dans la Bibliothèque des avocats d'Édimbourg (MS. 35. 1. 7). D'autres résumés, pas de Bower, sont rédigés à la même époque, un vers 1450 (peut-être de Patrick Russell, un chartreux de Perth) conservé dans la bibliothèque des Avocats (MS. 35. 6. 7) et un autre en 1461 par un auteur inconnu, également conservé dans la même collection (MS. 35. 5. 2). Les copies du texte complet du Scotichronicon, par différents scribes existent. Deux à la British Library, dans The Black Book of Paisley, et dans l'Harl. MS. 712; une dans la Bibliothèque des  Advocats, dont est issue l'édition imprimée de Walter Goodall (Édimbourg, 1759), et un dans la bibliothèque du Corpus Christi Collège de Cambridge.